# Klubi i Futbollit Laçi
El Klubi i Futbollit Laçi és un club de futbol albanès de la ciutat de Laç.

## Història
El club va néixer el 1960 amb el nom Industriali Laç.
El 1995-96, el seu jugador fou el màxim golejador de la lliga nacional. L'any 2010 competí per primer copa a l'Europa League. El club derrotà el FK Kukësi 2-1 el 2015, guanyant la seva segona copa.

## Palmarès
- Copa albanesa de futbol: 
  - 2012-13, 2014-15

- Supercopa albanesa de futbol: 
  - 2015

- Primera divisió (segona categoria) de la lliga albanesa de futbol:
  - 2003-04, 2008-09